# Asante Kotoko Sporting Club
O Asante Kotoko Sporting Club, ou simplesmente Asante Kotoko, é um clube de futebol de Kumasi, da região de Axante, em Gana. O clube compete na Ghana Premier League.
A equipe já venceu a liga nacional por um total de 24 vezes e a Liga dos Campeões da CAF duas vezes, além de ser julgado o clube africano do século pela Federação Internacional de História e Estatísticas do Futebol (IFFHS).

## Títulos
| CONTINENTAIS | CONTINENTAIS             | CONTINENTAIS | CONTINENTAIS |
|              | Competição               | Títulos      | Temporadas |
| ------------ | ------------------------ | ------------ | --- |
|              | Liga dos Campeões da CAF | 2            | 1970, 1983 |
| NACIONAIS    |                          |              | |
|              | Competição               | Títulos      | Temporadas |
| Gana         | Ghana Premier League     | 24           | (1959, 1963/64, 1964/65, 1967/68, 1969, 1972, 1975, 1980, 1981, 1982, 1983, 1985/86, 1987, 1988/89, 1990/91, 1991/92, 1992/93, 2003, 2005, 2007/08, 2011/12, 2012/13, 2013/13 e 2021/22). |
| Gana         | Ghana FA Cup             | 9            | 1958, 1959, 1960, 1978, 1984, 1997/98, 2001, 2014 e 2017. |
| Gana         | Ghana Super Cup          | 3            | 2012, 2013 e 2014. |